# انجمن شرق‌شناسی آمریکا
انجمن شرق آمریکا بر اساس قوانین ماساچوست در ۷ سپتامبر ۱۸۴۲ منشور شد. این یکی از قدیمی‌ترین جوامع علمی در ایالات متحده آمریکا است، و قدیمی‌ترین انجمنی است که به یک رشته خاص از دانش‌آموزی اختصاص یافته‌است.
انجمن تحقیقات پایه در زبان‌ها و ادبیات خاور نزدیک و آسیا را تشویق می‌کند و موضوعاتی مانند زبان‌شناسی، نقد ادبی، نقد متن، دیرینه نگاری، کتیبه نگاری، زبان‌شناسی، زندگی‌نامه، باستان‌شناسی، و تاریخ جنبه‌های فکری و تخیلی شرق را پوشش می‌دهد. تمدن‌ها به ویژه فلسفه، دین، فولکلور و هنر.
این انجمن ارتباط نزدیکی با دانشگاه ییل دارد که در محل کتابخانه آن واقع شده‌است. این انجمن فصلنامه‌ای تحت‌عنوان، ژورنال انجمن شرقی آمریکا ، منتشر می‌کند که از مهم‌ترین نشریه سریال آمریکایی دربارهٔ زبان‌های تاریخی آسیا می‌باشد. مدیران سابق انجمن شرقی آمریکا عبارتند از: تئودور دوایت وولسی، جیمز هدلی، ویلیام دوایت ویتنی، دانیل سی گیلمن، ویلیام اچ وارد، کرافورد اچ. توی، موریس جاسترو، جونیور، هارولد اچ. بندر و لودو روچر.